# Walter Lübcke

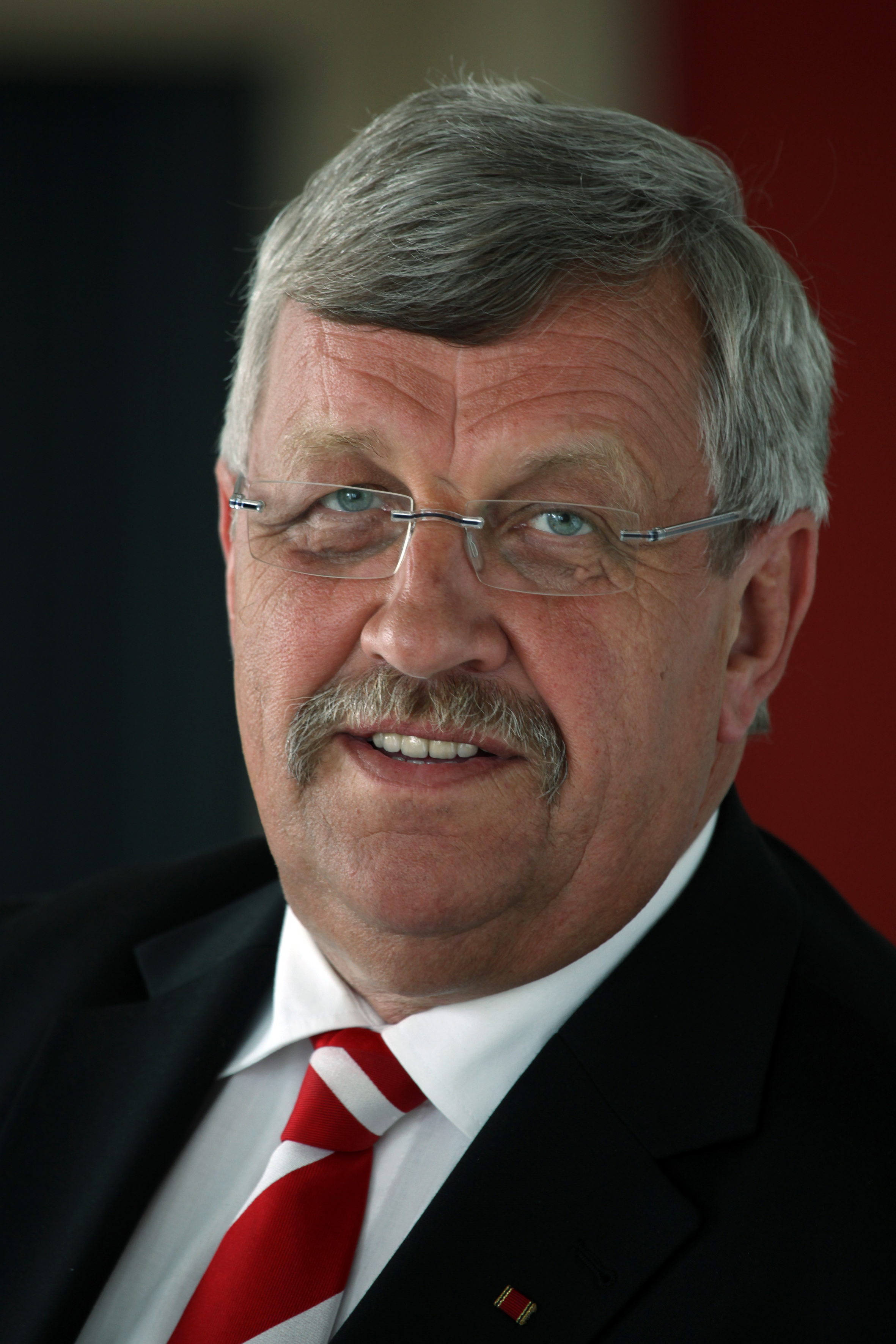
Walter Lübcke

Walter Lübcke (ur. 22 sierpnia 1953 w Bad Wildungen, zm. 2 czerwca 2019 w Wolfhagen) – niemiecki polityk CDU, w latach 2009–2019 prezydent rejencji Kassel. Był zaangażowany w sprawy uchodźców i znany z głosów sprzeciwu wobec sympatyków stowarzyszenia Pegida. Zamordowany został przed swoim domem strzałem z pistoletu w głowę 2 czerwca 2019 roku. 
W związku z zabójstwem 15 czerwca został aresztowany prawicowy ekstremista Stephan Ernst. Federalna prokuratura sklasyfikowała tę zbrodnię jako morderstwo i zabójstwo polityczne o podłożu skrajnie prawicowego ekstremizmu. 